# Routes à Porto Rico
Le réseau des routes de Porto Rico est entretenu par le Puerto Rico Department of Transportation and Public Works (DTOP). Il est divisé en quatre : les routes primaires, urbaines, secondaires et tertiaires,.

## Liste des routes primaires
| Numéro | Longueur (mi) | Longueur (km) | Terminus sud / ouest                          | Terminus nord / est                            | Créée | Notes                           |
| ------ | ------------- | ------------- | --------------------------------------------- | ---------------------------------------------- | ----- | ------------------------------- |
| PR-1   | 79,60         | 128,10        | PR-123 à Ponce                                | Calle Tanca à San Juan                         | —     | Carretera Central               |
| PR-2   | 143,00        | 230,10        | PR-1 / PR-133 à Ponce                         | PR-26 à San Juan                               | —     |                                 |
| PR-2R  | 0,50          | 0,80          | PR-440 à Aguadilla                            | PR-2 à Aguadilla                               | —     |                                 |
| PR-2R  | 1,01          | 1,63          | PR-2 / PR-5549 à Ponce                        | PR-123 à Ponce                                 | —     |                                 |
| PR-3   | 99,90         | 160,80        | PR-1 à Salinas                                | PR-1 à San Juan                                | —     |                                 |
| PR-3R  | 0,87          | 1,40          | PR-3 à Humacao                                | PR-3 à Humacao                                 | —     |                                 |
| PR-5   | 16,00         | 25,70         | PR-152 / PR-164 à Naranjito                   | Calle Canal à Cataño                           | —     |                                 |
| PR-6   | 1,10          | 1,80          | PR-2 à Bayamón                                | PR-5 à Bayamón                                 | —     |                                 |
| PR-8   | 2,50          | 4,00          | PR-17 à San Juan                              | PR-3 à San Juan                                | —     |                                 |
| PR-9   | 4,52          | 7,27          | PR-2 / PR-52 à Ponce                          | PR-10 à Ponce                                  | —     |                                 |
| PR-10  | 42,42         | 6,.27         | PR-5506 à Ponce                               | PR-2 à Arecibo                                 | —     |                                 |
| PR-12  | 3,28          | 5,28          | Port de Ponce                                 | PR-14 à Ponce                                  | 1960  |                                 |
| PR-14  | 45,40         | 73,10         | PR-123 / PR-123P à Ponce                      | PR-1 à Cayey                                   | —     | Carretera Central               |
| PR-14R | 0,56          | 0,90          | PR-123 / PR-123P à Ponce                      | PR-14 / PR-14P à Ponce                         | —     |                                 |
| PR-15  | 16.03         | 25.80         | PR-3 à Guayama                                | PR-14 à Cayey                                  | 1953  | Partie de la Ruta Panorámica    |
| PR-16  | 0,53          | 0,85          | Calle Miraflores à San Juan                   | PR-1 / PR-26 à San Juan                        | —     |                                 |
| PR-17  | 7,10          | 11,40         | PR-19 à San Juan                              | PR-26 à Carolina                               | —     | Pont Teodoro Moscoso à péage    |
| PR-18  | 3,78          | 6,08          | PR-1 / PR-52 à San Juan                       | PR-22 à San Juan                               | —     |                                 |
| PR-19  | 1,20          | 1,90          | PR-21 à San Juan                              | PR-2 à Guaynabo                                | —     |                                 |
| PR-20  | 6,03          | 9,70          | PR-1 à Guaynabo                               | PR-2 à Guaynabo                                | —     | Route à péage                   |
| PR-21  | 3,10          | 5,00          | PR-19 à San Juan                              | PR-1 / PR-176 à San Juan                       | —     |                                 |
| PR-22  | 52,01         | 83,70         | PR-2 à Hatillo                                | PR-26 à San Juan                               | 1969  | Route à péage, Interstate PRI-2 |
| PR-23  | 4,00          | 6,40          | PR-2 / PR-165 à Guaynabo                      | PR-27 à San Juan                               | —     |                                 |
| PR-24  | 1,10          | 1,80          | PR-165 à Guaynabo                             | PR-888 à Cataño                                | —     |                                 |
| PR-25  | 6,90          | 11,10         | PR-3 à San Juan                               | Calle Fortaleza / Calle Recinto Sur à San Juan | —     |                                 |
| PR-25R | 1,70          | 2,70          | PR-1 à San Juan                               | PR-25 à San Juan                               | —     |                                 |
| PR-26  | 9.63          | 15.50         | PR-1 / PR-16 à San Juan                       | PR-3 / PR-66 à Carolina                        | —     |                                 |
| PR-27  | 3,00          | 4,80          | PR-3 à San Juan                               | PR-36 à San Juan                               | —     |                                 |
| PR-28  | 3,70          | 6,00          | PR-5 à Bayamón                                | PR-2 à San Juan                                | —     |                                 |
| PR-29  | 2,20          | 3,50          | PR-2 à Bayamón                                | PR-5 à Bayamón                                 | —     |                                 |
| PR-30  | 19,08         | 30,71         | PR-1 à Caguas                                 | PR-53 à Humacao                                | —     |                                 |
| PR-31  | 15,88         | 25,56         | PR-30 / PR-189 à Juncos                       | PR-3 à Naguabo                                 | 1953  |                                 |
| PR-32  | 4,50          | 7,20          | PR-172 à Caguas                               | PR-1 à Caguas                                  | —     |                                 |
| PR-33  | 1,37          | 2,20          | PR-183 à Caguas                               | PR-1 / PR-189 à Caguas                         | —     |                                 |
| PR-34  | 3,70          | 6,00          | PR-196 à Caguas                               | PR-183 à Caguas                                | —     |                                 |
| PR-35  | 2,50          | 4,00          | PR-1 à San Juan                               | PR-16 à San Juan                               | —     |                                 |
| PR-36  | 0,93          | 1,50          | PR-25 à San Juan                              | PR-27 à San Juan                               | —     |                                 |
| PR-37  | 4,20          | 6,80          | PR-35 à San Juan                              | PR-187 à Carolina                              | —     |                                 |
| PR-38  | 0,67          | 1,08          | Calle Recinto Sur à San Juan                  | PR-25 à San Juan                               | —     |                                 |
| PR-39  | 0,56          | 0,90          | PR-1 à San Juan                               | PR-25 à San Juan                               | —     |                                 |
| PR-40  | 0,56          | 0,90          | PR-25 à San Juan                              | PR-27 à San Juan                               | —     |                                 |
| PR-41  | 1,50          | 2,40          | PR-17 à San Juan                              | PR-25 à San Juan                               | —     |                                 |
| PR-42  | 0,62          | 1,00          | PR-39 à San Juan                              | Calle Lafayette à San Juan                     | —     |                                 |
| PR-47  | 1,70          | 2,70          | Calle Ferrocarril / Paseo De Diego à San Juan | PR-3 à San Juan                                | —     |                                 |
| PR-52  | 67,30         | 108,31        | PR-2 / PR-9 à Ponce                           | PR-1 / PR-18 à San Juan                        | 1968  | Route à péage, Interstate PRI-1 |
| PR-53  | 58,40         | 94,00         | PR-52 à Salinas                               | PR-3 à Fajardo                                 | 1988  | Route à péage, Interstate PRI-3 |
| PR-54  | 3,85          | 6,20          | PR-53 à Guayama                               | PR-3 / PR-748 à Guayama                        | —     |                                 |
| PR-60  | 2,21          | 3,56          | PR-30 à Humacao                               | PR-3 à Humacao                                 | —     |                                 |
| PR-63  | 0,37          | 0,60          | PR-102 à Mayagüez                             | PR-2 à Mayagüez                                | —     |                                 |
| PR-64  | 3,40          | 5,50          | PR-102 / PR-3342 à Mayagüez                   | PR-2 / PR-342 à Mayagüez                       | —     |                                 |
| PR-65  | 0,57          | 0,92          | PR-239 à Mayagüez                             | PR-106 à Mayagüez                              | —     |                                 |
| PR-66  | 12,10         | 19,50         | PR-3 / PR-26 à Carolina                       | PR-3 / PR-187 à Río Grande                     | 2006  | Route à péage, Interstate PRI-3 |
|        |               |               |                                               |                                                |       |                                 |